# Medicine Head
Medicine Head — британская рок-группа, образованная в 1968 году в Стаффорде, Англия, поющим гитаристом Джоном Фидлером и мультиинструменталистом Питером Хоупом-Эвансом, изначально как блюзовый дуэт. В течение последующих лет стиль группы менялся и становился разнообразнее; при этом эпизодическими участниками коллектива становились многие музыканты, включая известных инструменталистов (Кейт Релф, Тони Эштон, Роб Таунсенд и др.). Четыре сингла Medicine Head входили в UK Singles Chart; наибольший успех имел «One and One Is One», в мае 1973 года поднявшийся до 3-го места.

## Дискография

### Альбомы
- New Bottles, Old Medicine — 1970
- Heavy on the Drum — 1971
- Dark Side of the Moon — 1972
- One & One is One — 1973
- Thru a Five — 1974
- Medicine Head — 1976
- Two Man Band — 1976
- Don’t Stop the Dance — 2005[3]

### Синглы (избранное)
- «(And The) Pictures in the Sky» (1971, #22 UK)
- «One and One is One» (1973, #3)
- «Rising Sun» (1973, #11)
- «Slip and Slide» (1974, #22)

## Интересные факты
Музыканты группы Pink Floyd, работая над своим новым альбомом в 1972 году, изначально задумали назвать его «Dark Side Of The Moon». Но потом они узнали, что точно так же назван новый диск группы «Medicine Head». «Pink Floyd» сменили название своего альбома на «Eclipse: A Piece For Assorted Lunatics». Вышедший альбом «Medicine Head» прошел для слушателей практически незамеченным, и «Pink Floyd» решили вернуть своему альбому прежнее название, под которым он и получил мировую известность.